# Етрополска планина
Етропо̀лска планина̀ е планина в най-източната част Западна Стара планина, Софийска област, между Ботевградския и Златишкия проходи.

## Географско положение, граници, големина
Етрополска планина се издига в най-източната част на Западна Стара планина с посока изток-запад, с дължина 20 км и ширина 10 км. На запад Ботевградския проход (Арабаконак, 970 м) я отделя от планината Мургаш, а на изток Златишкия проход (1385 м) – от Златишко-Тетевенската планина на Средна Стара планина. На север достига до малката Етрополска котловина, а на северозапад, чрез седловина висока 1140 м се свързва с планината Било. На юг се спуска стръмно към Камарската и Златишко-Пирдопската котловина, а чрез планинския праг Гълъбец се свързва с Ихтиманска Средна гора.
Билото на планината е остро, гребеневидно. Южните ѝ склонове обърнати към Подбалканските котловини са стръмни и дълбоко разчленени от Буновска река (десен приток на Тополница) заедно с левия си приток Мирковска река, а северните – силно разчленени от реките Малки Искър и Бебреш и техните притоци.
Западната част се пресича от малко използван път от Етрополе за село Стъргел през Етрополския проход (1401 м).

### Върхове
Най-висока точка е връх Мара Гидия (1789,8 м), разположен в средата на планината.
| Име             | Кота (m) |
| --------------- | -------- |
| Мара Гидия      | 1789,8   |
| Етрополска Баба | 1787,2   |
| Челопечка Баба  | 1722     |
| Баба Звездец    | 1654,8   |
| Мургана         | 1639     |

## Геоложки строеж
Образувана е върху южното крило на Етрополската антиклинала. Изградена е от гранити, палеозойски кристалинни скали и горнокредни варовикови, песъчливи и глинести скали. В тази връзка е и находището на медна руда – „Елаците“ и наличието на залежи от желязна руда.

## Почви
Почвите са кафяви горски и сиви горски и планинско-ливадни.

## Флора
Билото е обрасло с храстова и тревна растителност. Северните склонове са покрити с букови гори, а южните в по-голямата си част са обезлесени, засегнати силно от ерозия и на места с петна от буково-габърови гори.

## Населени места
По южното подножие на планината са разположени селата Буново, Мирково, Стъргел, Църквище и Челопеч, а по северното – град Етрополе и село Бойковец.

## Туризъм

### Хижи
В Етрополска планина се намират следните хижи:
| Име       | Надморска Височина (m) | Действаща | Места | Ток | Вода |
| --------- | ---------------------- | --------- | ----- | --- | ---- |
| „Чавдар“  | 1450                   | Да        | 30    | Да  | Да   |
| „Звездец“ |                        | Да        |       | Да  | Да   |
| „Мургана“ | 1385                   | Да        | 60    | Да  | Да   |
| „Кашана“  | 1340                   | Да        | 30    | Да  | Да   |

## Пътища
По най-източната част на планината, през Златишкия проход, на протежение от 25 км преминава участък от второкласен Републикански път II-37 Ябланица – Панагюрище – Пазарджик – Пещера – Доспат – Барутин.

## Топографска карта
- Лист от карта K-34-48. Мащаб: 1 : 100 000.
- Лист от карта K-35-37. Мащаб: 1 : 100 000.